# 3322 Lidiya
3322 Lidiya (1975 XY1) là một tiểu hành tinh vành đai chính được phát hiện ngày 1 tháng 12 năm 1975 bởi T. Smirnova ở Nauchnyj.